# Nancagua
Nancagua är en kommun i Chile.   Den ligger i provinsen Provincia de Colchagua och regionen Región de O'Higgins, i den södra delen av landet, 140 km söder om huvudstaden Santiago de Chile.
Trakten runt Nancagua består till största delen av jordbruksmark. Runt Nancagua är det ganska glesbefolkat, med 23 invånare per kvadratkilometer.